# Howard Maurice de Talleyrand-Périgord
 (janvier 2022).
La mise en forme du texte ne suit pas les recommandations de Wikipédia : il faut le « wikifier ».
Les points d'amélioration suivants sont les cas les plus fréquents :
- Les titres sont pré-formatés par le logiciel. Ils ne sont ni en capitales, ni en gras.
- Le texte ne doit pas être écrit en capitales (les noms de famille non plus), ni en gras, ni en italique, ni en « petit »…
- Le gras n'est utilisé que pour surligner le titre de l'article dans l'introduction, une seule fois.
- L'italique est rarement utilisé : mots en langue étrangère, titres d'œuvres, noms de bateaux, etc.
- Les citations ne sont pas en italique mais en corps de texte normal. Elles sont entourées par des guillemets français : « et ».
- Les listes à puces sont à éviter, des paragraphes rédigés étant largement préférés. Les tableaux sont à réserver à la présentation de données structurées (résultats, etc.).
- Les appels de note de bas de page (petits chiffres en exposant, introduits par l'outil «  Source ») sont à placer entre la fin de phrase et le point final[comme ça].
- Les liens internes (vers d'autres articles de Wikipédia) sont à choisir avec parcimonie. Créez des liens vers des articles approfondissant le sujet. Les termes génériques sans rapport avec le sujet sont à éviter, ainsi que les répétitions de liens vers un même terme.
- Les liens externes sont à placer uniquement dans une section « Liens externes », à la fin de l'article. Ces liens sont à choisir avec parcimonie suivant les règles définies. Si un lien sert de source à l'article, son insertion dans le texte est à faire par les notes de bas de page.
- La présentation des références doit suivre les conventions bibliographiques. Il est recommandé d'utiliser les modèles {{Ouvrage}}, {{Chapitre}}, {{Article}}, {{Lien web}} et/ou {{Bibliographie}}. Le mode d'édition visuel peut mettre en forme automatiquement les références.
- Insérer une infobox (cadre d'informations à droite) n'est pas obligatoire pour parachever la mise en page.

Pour une aide détaillée, merci de consulter Aide:Wikification.
Si vous pensez que ces points ont été résolus, vous pouvez retirer ce bandeau et améliorer la mise en forme d'un autre article.

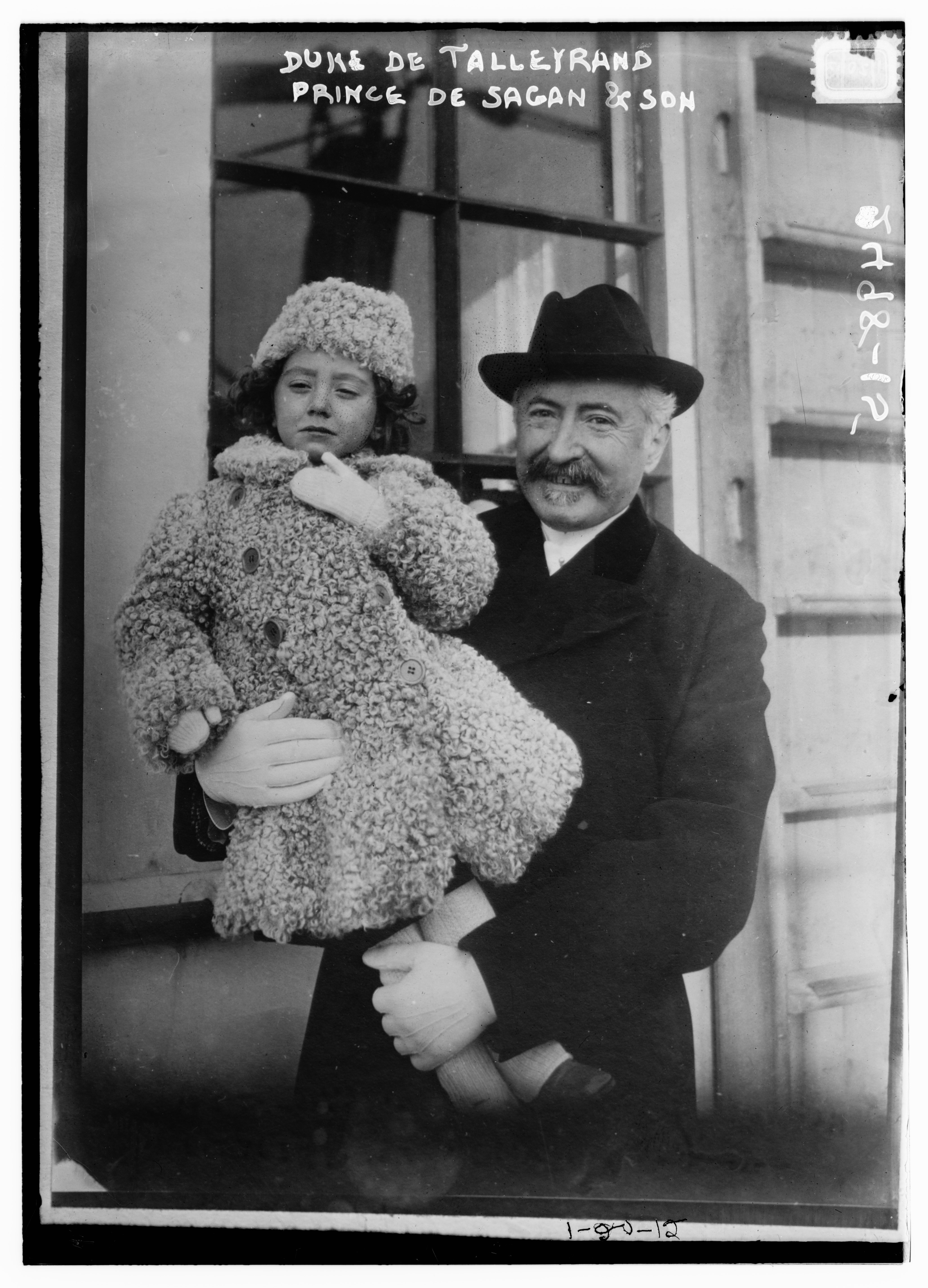
Howard en 1910.

Howard Maurice de Talleyrand-Périgord, prince de Sagan puis duc de Sagan (1910), né au Val-Saint-Germain le 16 septembre 1909 et mort à Paris le 27 mai 1929, est un noble français.

## Biographie
Howard est le fils de Hélie de Talleyrand-Périgord, duc de Sagan, duc de Talleyrand et duc de Dino (1859-1937) et d'Anna Gould (1875-1961), divorcée, avec postérité, de Boni de Castellane et fille de Jay Gould (1836-1892), développeur des chemins de fer américains, qui a été décrit comme l'un des barons voleurs impitoyables de l'âge d'or du capitalisme sauvage américain,. 
Sa sœur cadette était Hélène Violette de Talleyrand (1915-2003), qui épousa James Robert de Pourtales le 29 mars 1937 au Val-Saint-Germain ; ils divorcent en 1969, et le 20 mars 1969 elle épouse Gaston Palewski (1901-1984), ministre de la Recherche scientifique et des Affaires atomiques et spatiales en 1962-1966,.
Ses grands-parents paternels étaient Boson de Talleyrand-Périgord, prince et duc de Sagan, duc de Talleyrand (1832-1910), et Jeanne Seillière (1839-1905), héritière du baron de Seillière, un fournisseur de fournitures militaires qui s'est enrichi pendant la guerre franco-prussienne. Ses arrière-grands-parents paternels étaient Napoléon-Louis de Talleyrand-Périgord (1811-1898), duc de Sagan, duc de Talleyrand, duc de Valençay, et Alix de Montmorency (1810-1858). Ses arrière-arrière-grands-parents paternels étaient Edmond de Talleyrand-Périgord (1787-1872 ; neveu du ministre Talleyrand), duc de Dino puis duc de Talleyrand, et Dorothée de Courlande, duchesse de Sagan (1793-1862).
Dès 1910, Howard reçut de son père le titre de duc de Sagan, que ce dernier avait hérité de son propre père Boson, et auquel il renonçait donc. Il meurt d'une peine de cœur : en 1929, ses parents lui interdisent de se marier avec son amoureuse en raison de son jeune âge ; pour cette raison Howard se suicide d'un coup de revolver dans la maison de ses parents à Paris le 29 mai 1929. Ses parents pensaient qu'à 19 ans, il était trop immature pour se marier. Hélie et Anna déclarent alors : « … nous ne nous sommes pas opposés à la fille, nous nous sommes opposés au mariage uniquement à cause de l'âge de notre fils »,. Son titre a ensuite été repris par son oncle Paul Louis Marie Archambault Boson (II) de Talleyrand-Périgord. Howard a été enterré au cimetière de Passy, dans l'ouest de Paris.